# Nick Suzuki
Nicholas Suzuki (London, 10 agosto 1999) è un hockeista su ghiaccio canadese.
Gioca nel ruolo di centro e di capitano alternativo nella franchigia dei Montreal Canadiens della National Hockey League (NHL). È stato la tredicesima scelta assoluta nei Draft 2017 da parte dei Vegas Golden Knights. A settembre del 2018 è arrivato ai Canadiens in seguito alla scambio che ha portato Pacioretty a giocare a Las Vegas.